# ジョン・フォークナー
ジョン・フォークナー(英語:John Faulkner、 1901年9月24日 - 1963年3月28日)は、アメリカの作家。ノーベル文学賞を受賞したウィリアム・フォークナーの弟。

## 略歴
1901年9月24日、ミシシッピ州のティッパー郡で生まれる。オックスフォードに移住したのち、鉄道の従業員、高速道路のエンジニア、パイロット、ウィリアムの農場の管理、そしてその農場でのラバの繁殖を行いながら、作家としての活動を始める。
Men Working(1941)で作家デビュー。以後コメディ、ユーモアのジャンルで活動。ウィリアムの人気が低迷していた時期(「ポータブル・フォークナー」が出版され、ウィリアムが再評価される1946年以前)にはウィリアム以上の人気を誇っていたとされるが、現在では少なからずウィリアムの弟として話題に上がるのみで、その小説群はほぼ忘れ去られ、かろうじて兄についての回顧本「響きと怒りの作家―フォークナー伝(My Brother Bill: An Affectionate Reminiscence.)」が語られる位である。
本国アメリカでも再刊はあまりされていないが、一部の主要作品はInternet Archiveでデジタル化されており、同姓同名の俳優のラジオ音声やレコードに埋もれているが、読むことができる。日本では、「響きと怒りの作家―フォークナー伝(佐藤亮一訳、荒地出版社、1964年)」のほかに翻訳されている作品はない。